# 차희식
차희식(車喜植, 1870년 ~ 1939년)은 일제강점기의 독립운동가이다.

## 생애
차희식은 서울 서대문구 현저동에서 태어나 경기도 수원군 장안면 석포리에서 성장하였다. 장안면은 동리마다 서당이 있어 책 읽는 소리가 그치지 않는 교육과 문화의 수준이 높은 곳이었다. 또한 일찍이 동학과 기독교가 전파되어 민족독립의식이 강한 지역이었다. 이런 환경 속에서 민족주의적 의식을 함양하며 성장한 선생은 어릴 적부터 성격이 활발하고 사교술이 좋고 힘이 장사여서 여러 사람을 인솔하는 자질이 뛰어났고, 3·1운동 당시에는 장년층으로서 이 지역의 젊은이들을 통솔하여 만세운동을 주도하였다.
일제는 1910년대에 토지조사사업과 산림정책을 시행하여 농민들의 권리를 박탈하였고, 간척공사를 비롯해 송충이 잡는데 농민들을 강제로 동원하는 등 노동 착취가 심하였다. 또한 1907년 염업조사를 실시하여 한국인 제염업자의 경영 기반을 해체시켰는데 이는 농업과 함께 이 지역의 주요 경제적 기반이었던 염업에 큰 타격을 주는 것이었다. 일제의 수탈정책은 다른 지역보다 소작농의 비율이 높고 여건이 열악한 이 지역민들에게 너무나도 가혹한 것이었다. 이를 통해 지역민들의 경제적 상황은 더욱 악화되었고, 삶은 점점 피폐해졌다.
이러한 상황으로 지역 주민들의 분노가 점점 높아가는 때에 서울의 3·1만세운동의 소식을 접한 지역의 지도자들은 구장회의에서 만세시위를 계획하고 구체화했다. 차희식은 독립만세운동 계획을 인근 주민들에 알리고 참여를 독려하는 한편, 우정면 주곡리와 석포리 주민들의 선봉에 서서 만세시위를 이끌었다. 4월 3일 군중은 점차 늘어나 1천여 명에 이르렀고 시위 행렬은 인근의 쌍봉산으로 이동하여 계속해서 독립만세를 외쳤다. 이어서 시위 군중이 2천여 명으로 늘어나자 선생은 차병혁, 차인범과 함께 군중들을 인솔하여 우정면사무소, 화수주재소 등지에서 만세시위를 계속하였다. 시위 과정에서 일본 순사가 쏜 총에 주민이 피살되자 차희식을 비롯한 군중들은 격분하여 도망가는 일본 순사 가와바다를 추격하여 처단했으며 면사무소를 파괴하였다.
화성지역의 3·1운동은 어느 지역보다도 격렬했다. 우정면을 비롯한 장안면, 향남면, 팔탄면에서의 만세시위는 날이 갈수록 격화되었고 이에 일제는 대대적인 검거를 벌이는 한편 계획적인 보복만행을 자행하여 4월 15일 제암리에서 23명, 고주리에서 6명을 학살하였다.
시위 후 일제는 장안면, 우정읍내 25개 마을을 포위하고 선생을 비롯한 204명을 시위 주모 혐의로 검거하였다. 차희식 선생은 소요 등 보안법 위반으로 징역 15년 형을 언도 받았고 9년 2개월 만에 출옥하였다. 출옥 후 오랜 옥고의 후유증으로 고생하던 선생은 조국의 독립을 보지 못한 채 69세를 일기로 영면에 들었다.
정부는 고인의 공훈을 기려 1968년 건국훈장 독립장을 추서하였다.

## 가족 관계
부인 이씨와의 사이에 5남 1녀를 두었다.

## 같이 보기
- 이 달의 독립운동가

## 참고 및 외부 링크
- 국가보훈처 - 차희식 보관됨 2015-05-18 - 웨이백 머신